# Paul Ringshausen
Paul Wilhelm Ludwig Ringshausen (* 10. Februar 1908 in Dietzenbach im Landkreis Offenbach; † 18. September 1999 in Frankfurt am Main) war ein deutscher Landrat und Angehöriger der Geheimen Staatspolizei.

## Leben
Paul Ringshausen wurde als Sohn des NSDAP-Gauleiters Friedrich Ringshausen und dessen Ehefrau Frieda Knöpp geboren.
Er ging auf die Oberrealschule am Friedrichsplatz in Offenbach am Main, wo er wegen nationalsozialistischer Propaganda das Consilium abeundi erhielt.
Nach dem Abitur im Jahre 1927 studierte er an der Universität Frankfurt, der Universität Greifswald und der Universität Gießen Rechtswissenschaften, wo er am 9. September 1942 mit der Dissertation „Die Staatsaufsicht nach der deutschen Gemeindeordnung und dem Führererlaß vom 28.8.1939“ zum Dr. jur. promovierte. Während seines Studiums wurde er 1927 Mitglied der Straßburger Burschenschaft Germania, 1928 der Burschenschaft Alemannia Gießen, 1929 der Burschenschaft Rugia Greifswald und 1951 als Alter Herr der Burschenschaft Dresdensia-Rugia Frankfurt.
Er war schon während seiner Schulzeit für die NSDAP aktiv und von 1927 bis 1931 im Nationalsozialistischen Deutschen Studentenbund tätig; in Frankfurt war er dessen Vorsteher, in Gießen dessen Mitgründer. In Gießen gehörte er im Wintersemester 1928/29 dem AStA an. Im Mai 1929 kam er zur SA und wurde im Jahr darauf stellvertretender SA-Sturmführer (im Rang eines Leutnants) in Gießen. Zum 1. März 1930 trat er in die NSDAP ein (Mitgliedsnummer 202.091). Nach seinem Referendarexamen Ende 1931 wurde er Rechtsberater der NSDAP-Kreisleitung in Offenbach am Main. Zum 1. März 1932 trat er in die SS (SS-Nummer 29.145) ein.
Am 28. Juni 1935 kam er als Assessor zur Prüfbehörde in Stuttgart und fand bereits am 29. Juli eine Beschäftigung bei der Provinzverwaltung Starkenburg und beim Kreisamt Darmstadt. Bevor er am 1. April 1936 zum stellvertretenden Leiter der Gestapo-Leitstelle Frankfurt/Main ernannt wurde, kam er zum 1. November 1935 als Regierungsassessor zum Gestapo-Polizeiamt in Berlin. Im September 1936 wechselte er in die preußische innere Verwaltung und übernahm zum 8. September 1938 die vertretungsweise Verwaltung des Landratsamtes in Dillenburg, wo er zum 1. Juni 1939 mit der kommissarischen Verwaltung beauftragt wurde. Zum 20. Oktober 1939 wurde ihm das Amt des Landrats definitiv übertragen. Zu dieser Zeit war er SS-Sturmbannführer (Rang eines Majors).
Seine Amtszeit wurde durch Kriegseinsätze, er diente als Unteroffizier bei der Flak, in Frankreich, Russland und Norwegen, wo er 1945 in zweijährige Kriegsgefangenschaft geriet, unterbrochen.
Nach seiner Entlassung gelang ihm die „Wiedereingliederung“ problemlos: Er wurde Syndikus in verschiedenen Wirtschaftsverbänden. In Frankfurt ließ er sich als Rechtsanwalt mit Zulassung am Amts- und Landgericht Frankfurt nieder. Zusätzlich war er juristischer Berater der Industrie- und Handelskammer Frankfurt. Später engagierte er sich auch als Vertreter deutscher Wirtschaftsverbände europaweit.

## Ehrungen
- Goldenes Parteiabzeichen der NSDAP